# جیمز فنیمور کوپر
جیمز فنیمور کوپر (انگلیسی: James Fenimore Cooper؛ زاده ۱۵ سپتامبر ۱۷۸۹ درگذشته ۱۴ سپتامبر ۱۸۵۱) یک نویسنده، و افسر (ارتش) اهل ایالات متحده آمریکا بود. رمان آخرین موهیکان اثر معروف اوست.